# معادن زغال‌سنگ کلمبیا
معادن زغال‌سنگ کلمبیا دارای تولیدات بالای زغال‌سنگ هستند و این کشور بزرگ‌ترین عرضه‌کنندهٔ زغال‌سنگ جهان است. وزارت معادن و انرژی کلمبیا اعلام کرد که تولید زغال‌سنگ در کلمبیا در سال ۲۰۱۶ به ۹۰ میلیون تن رسید و این کشور بیش از ۷۰ درصد زغال‌سنگ وارداتی آمریکا را تأمین می‌کند.

## انفجار در معدن زغال‌سنگ
در منطقهٔ کوکونوبا از توابع کاندینامارکا، شهری در ۹۰ کیلومتری بوگوتا، حدود ۹۰ معدن زغال‌سنگ فعالیت می‌کنند. در ۲۵ ژوئن ۲۰۱۷ مقامات کلمبیا اعلام کردند که روز ۲۳ ژوئن حدود ساعت ۱۶ و ۳۰ دقیقه به وقت محلی در یکی از معادن زغال‌سنگ در منطقهٔ کوکونوبا انفجاری رخ داد که در اثر این انفجار ۱۱ معدنچی کشته و ۲ نفر ناپدید شدند.
رئیس‌جمهور این کشور تعداد جان‌باختگان این حادثه را ۱۳ نفر اعلام کرد. علت انفجار، انتشار گاز متان در معدن اعلام گردیده‌است.

### امدادرسانی
یک تیم امداد شامل ۳۵ معدنچی و هفت مهندس برای یافتن معدنچیان ناپدید شدهٰ به تجسس پرداختند.
تمامی اجساد کشته‌شدگان روز پنجشنبه ۲۹ ژوئن از معدن خارج شد. همچنین فعالیت‌های همهٔ معادن منطقه به حالت تعلیق درآمده است.

### واکنش‌ها
- رئیس‌جمهوری کلمبیا از سفر خود به فرانسه بازگشت و در پیامی توییتری با قربانیان این حادثه ابراز همبستگی کرد.[۳]
- وزارت امور خارجهٔ ترکیه با صدور پیامی، کشته شدن تعدادی از معدنچیان در این حادثه را به دولت این کشور تسلیت گفت و برای مجروحان این واقعه آرزوی سلامت کرد.[۴]

## پیشینه
کلمبیا در سال‌های اخیر شاهد فعالیت‌های غیرقانونی و حوادث مختلف در معادن زغال‌سنگ بوده‌است و از جمله در ۵ ماه ابتدای سال ۲۰۱۶ حدوداً ۲۸ مورد حادثه در معادن گزارش شده‌است که به مرگ ۲۳ تن و جراحت ۳۳ تن منجر شده‌است که ۶۰ درصد آن‌ها در معادن زغال‌سنگ بوده‌است.